# Рудаево (Тверская область)
Рудаево — деревня в Лихославльском районе Тверской области России.
Административно входит в состав муниципального образования — Вёскинское сельское поселение.
Деревня расположена вдоль дороги между деревнями Марково и Вырцово.

## Экономика
На 2010 год основой экономики является огородничество и приусадебное животноводство. Деревня электрифицирована, но не газифицирована.

## Население
Общее количество постоянно проживающих жителей неизвестно.
Деревня насчитывает не менее 8 домов.

## Месторасположение
Деревня находится в 10 километрах от трассы М10 «Россия».
Поворот с трассы М10 на Лихославль. Проезжая через деревню Марково свернуть направо.
Деревня Рудаево первая после Марково.
1. ↑  Всероссийская перепись населения 2010 года. Населённые пункты Тверской области